# Simaethula
Simaethula is een geslacht van spinnen uit de familie springspinnen (Salticidae).

## Soorten
De volgende soorten zijn bij het geslacht ingedeeld:
- Simaethula aurata (L. Koch, 1879)
- Simaethula auronitens (L. Koch, 1879)
- Simaethula chalcops Simon, 1909
- Simaethula janthina Simon, 1902
- Simaethula mutica Szombathy, 1915
- Simaethula opulenta (L. Koch, 1879)
- Simaethula violacea (L. Koch, 1879)